# Scherbakul
Scherbakul (russisch Шербакуль, von kasachisch Scharbakitkul, übersetzt „Glücklicher Los-See“) ist eine Siedlung städtischen Typs in der Oblast Omsk (Russland) mit 6976 Einwohnern (Stand 14. Oktober 2010).

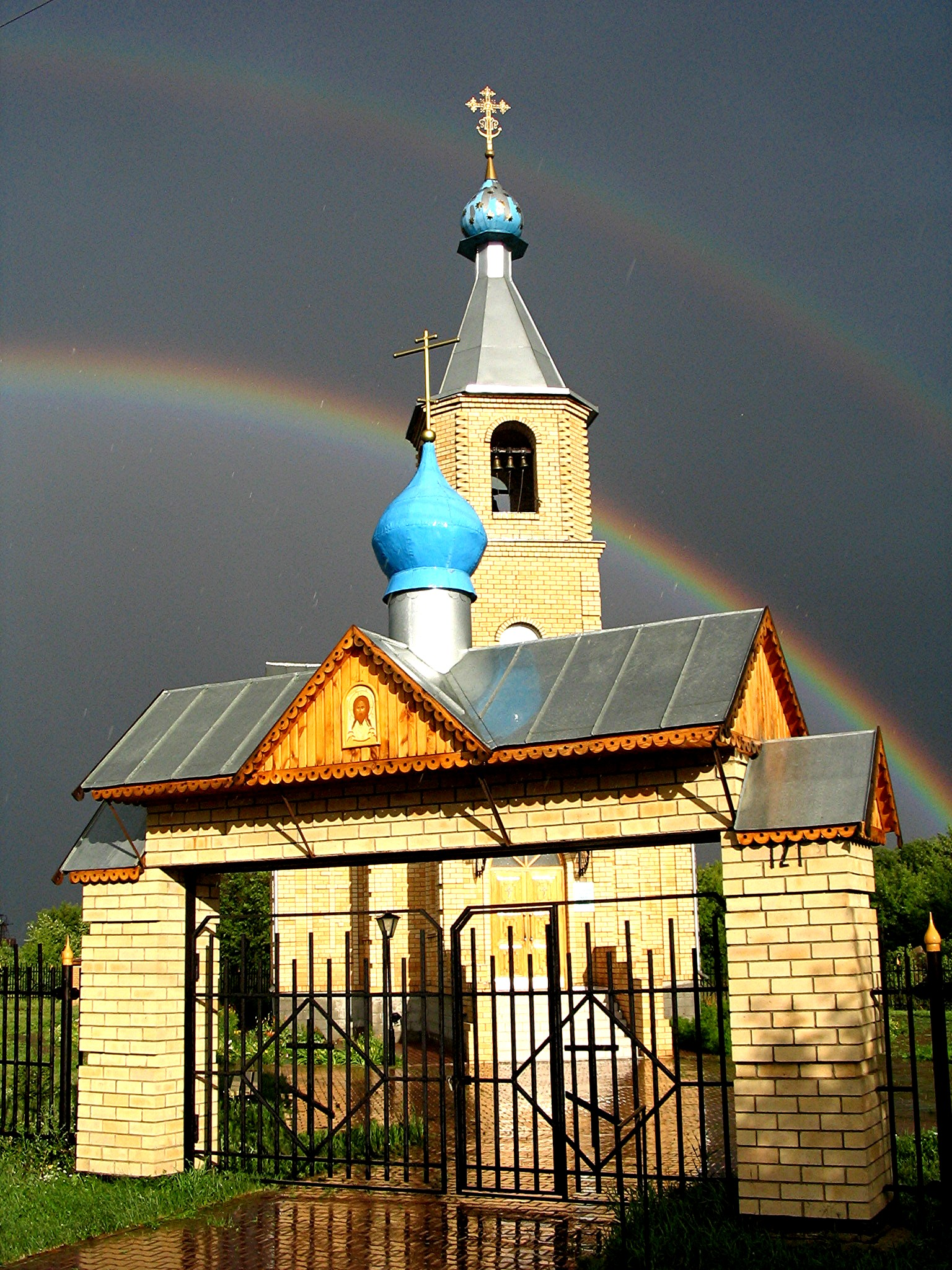
Himmelfahrtskirche in Scherbakul

Scherbakul liegt etwa 70 km südwestlich von Omsk. Der Ort ist das Verwaltungszentrum des Rajons Scherbakul, dem neben der Stadtgemeinde (gorodskoje posselenije) Scherbakul neun Landgemeinden (selskoje posselenije) angehören.
Die Bevölkerung setzt sich vor allem aus Russen, Deutschen, und Kasachen zusammen. Viele Deutsche sind in der Zeit 1993–2000 nach Deutschland übersiedelt.
Die wirtschaftliche Entwicklung ist vor allem von der Lebensmittelindustrie (Großbäckerei) abhängig. Außerdem gibt es ein Ziegelwerk, eine Straßenmeisterei und einen Versorgungsstützpunkt des Fernmeldedienstes. In Schebarkul ist das Kreiskrankenhaus mit 300 Betten ansässig.
Es gibt zwei Kindergärten, drei Schulen und eine deutsche Begegnungsstätte, die 1994 von einer Delegation von Abgeordneten des Deutschen Bundestages besucht wurde.
Der Rajon-Verwaltungsleiter ist Sergei Wiktorowitsch Grebjonkin, vor ihm hatte diesen Posten Andrej Jakowlewitsch Berg inne.
Bevölkerungsentwicklung
| Jahr | Einwohner |
| ---- | --------- |
| 1939 | 3320      |
| 1959 | 5415      |
| 1970 | 6402      |
| 1979 | 7203      |
| 1989 | 7872      |
| 2002 | 7339      |
| 2010 | 6976      |

Anmerkung: Volkszählungsdaten